# Listrophoridae
Listrophoridae – rodzina roztoczy z rzędu Astigmata i podrzędu Psoroptidia. Obejmuje około 170 gatunków. Należą tu ektopasożyty ssaków, zamieszkujące większość krain zoogeograficznych. Ich charakterystyczną cechą jest obecność aparatu czepnego, w którego skład wchodzą klapowate walwy powstałe z przekształconych błon między biodrami pierwszej i drugiej pary odnóży.

## Taksonomia
Takson ten wprowadzony został w 1884 roku przez Jean Pierre'a Mégnina i Édouarda Louisa Trouessarta. Należy do podrzędu Psoroptidia obejmującego większość pasożytujących na kręgowcach Astigmata. Tradycyjnie zaliczany był do nadrodziny Sarcoptoidea, jednak badania molekularne Daberta i współpracowników z 2010 wskazują na jej difiletyzm. W związku z tym A. Bochkov wprowadził w 2010 roku takson Sarcoptid complex, do którego zaliczył także tę rodzinę.
Do rodziny tej należą dwie podrodziny:
- Listrophorinae Mégnin et Trouessart, 1884
- Aplodontochirinae Fain et Hyland 1972

Według stanu na 2010 rok podrodzina nominatywna obejmuje 167 gatunków w 19 rodzajach, a druga tylko 1 gatunek.

## Opis

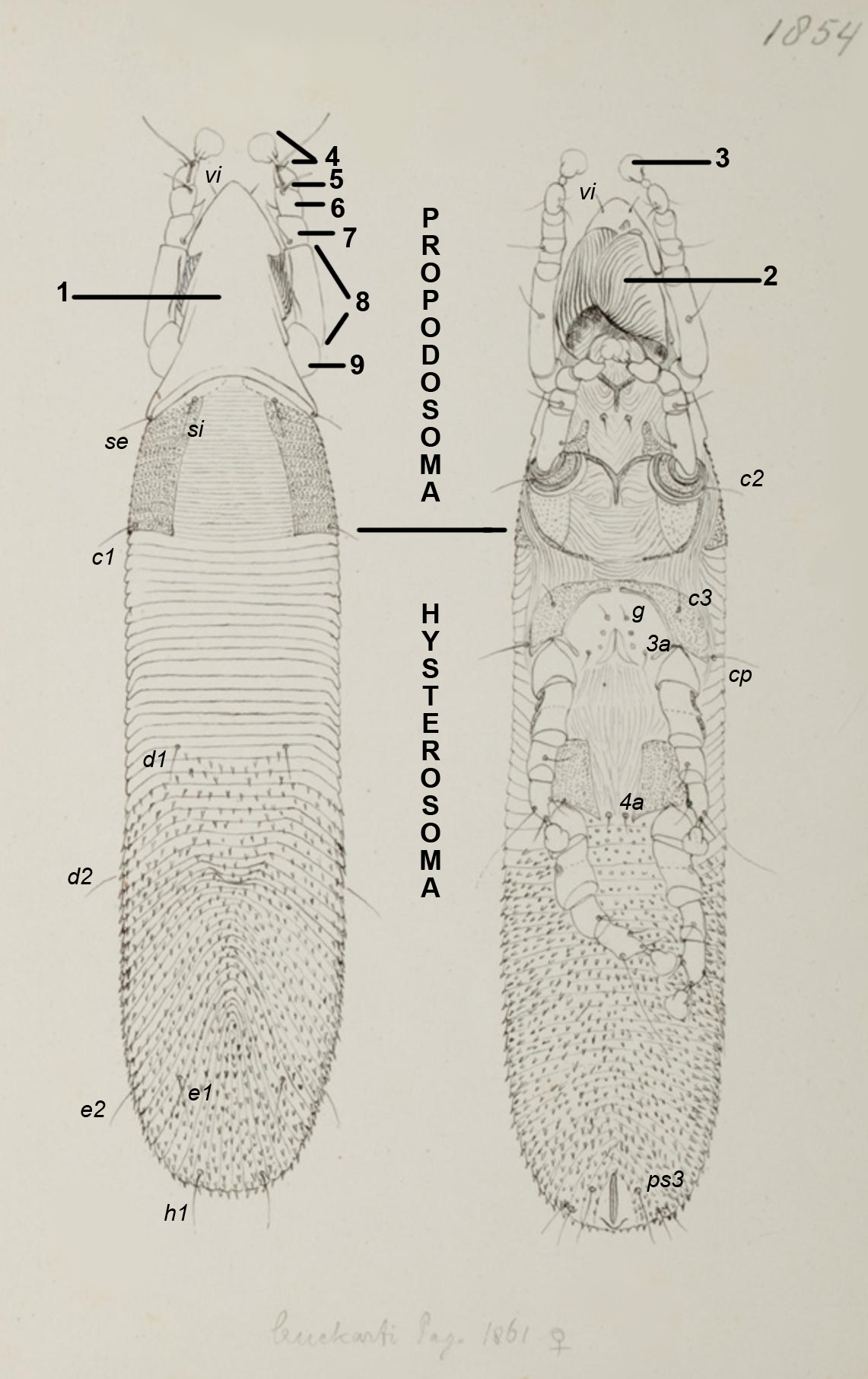
Budowa samicy Listrophorus leuckarti (po lewej widok z góry, po prawej od spodu). 1: tarczka preskapularna, 2: klapy czepne, 3: ambulakrum, 4: przedstopie, 5: stopa, 6: goleń, 7: kolano, 8: udo, 9: krętarz.

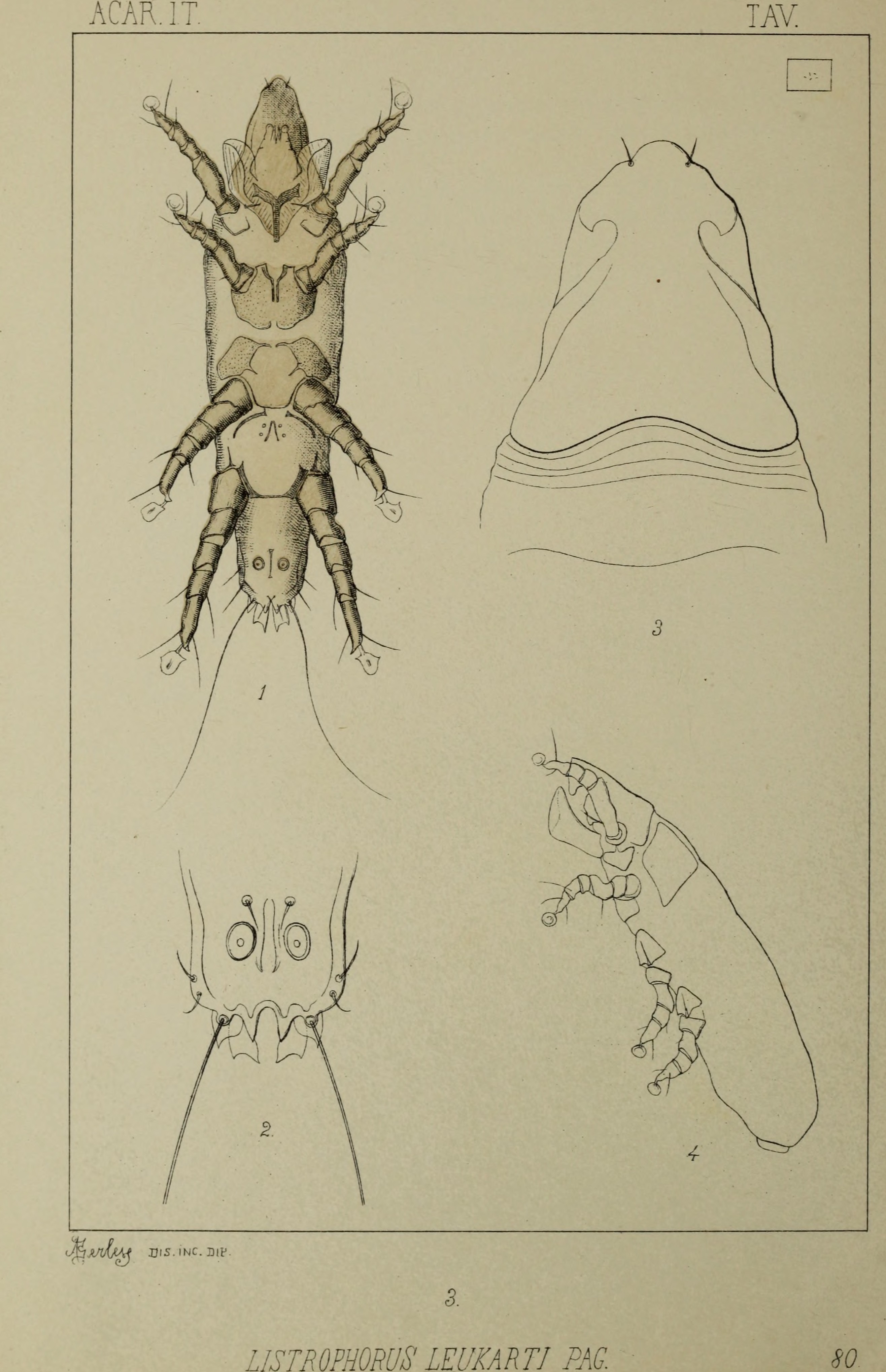
L. leuckarti: 1 i 2: spód ciała samca, 3: tarczka preskapularna, 4: samica z boku.

Listrophoridae nie przekraczają 600 μm długości. Te z podrodziny nominatywnej mają ciało prawie walcowate, a z Aplodontochirinae grzbietobrzusznie spłaszczone. Szczękoczułki nakryte są od góry kapturkiem. Po brzusznej stronie palca ruchomego każdej z nich znajduje się apofiza. Nogogłaszczki przykryte są błonami (tzw. palpal membrane). Na wyraźnych sklerytach suprakoksalnych (nadbiodrowych) pierwotnie brak szczecinki (scx), ale u niektórych gatunków pojawia się ona wtórnie na drodze rewersji. Tarczka prodorsalna podzielona jest na tarczkę preskapularną i postskapularną. Tarczka preskapularna u podrodziny nominatywnej przykrywa od góry całą gnatosomę, a u Aplodontochirinae widoczne są od góry jedynie końcówki nogogłaszczków. Na przednim wierzchołku tejże tarczki występować może para wewnętrznych szczecin wertykalnych (vi), należących do szczecin prodorsalnych. Pozostałe występujące w tej rodzinie szczeciny prodorsalne to para skapularnych wewnętrznych (si) i skapularnych zewnętrznych (se). Tarczka postskapularna może być zredukowana lub nieobecna u niektórych taksonów. Może też być podzielona na parę tarczek. Niekiedy na jej środku występuje okienko miękkiego oskórka, jak np. u rodzaju Prolistrophorus. Na hysteronotum (grzbietowej powierzchni hysterosomy) może być obecna tarczka hysteronotalna. Może ona być wtórnie podzielona lub też zrastać z tarczką postskapularną jak u podrodzaju Olistrophorus (Mexicochirus). Błony między biodrami pierwszej pary odnóży zmodyfikowane w klapowate walwy, służące przyczepianiu do ciała żywiciela. Dodatkowa para takich klap tworzona jest przez błonę między drugą parą bioder. Odnóża mają wyraźne skleryty ambulakralne. W podrodzinie nominatywnej brak solenidiów, natomiast u Aplodontochirinae występują na trzech pierwszych parach nóg. U obu płci obecne są papille genitalne. Samce mają zwykle opistosomę zakończoną płatkowatymi wyrostkami i wyposażoną w przyssawki preanalne, służące umocowaniu na ciele samicy w trakcie kopulacji. Samice są jajorodne, mają Y-kształtny owipor i opisthogaster bez tarczek.

## Biologia
Roztocze te przystosowane są do życia w sierści ssaków. Wspomniane klapowate wyrostki błony między biodrami I i II pary odnóży tworzą, w połączeniu z biodrami nogogłaszczków swoisty aparat czepny. Klapy tworzą rodzaj tunelu zaciskanego na włosach żywiciela. Wszystkie odnóża zakończone są czepnymi, błoniastymi ambulakrami. Ponadto przednia para nóg jest cieńsza, wydłużona. Za jej pomocą roztocz zaczepia się i przyciąga ciało do kolejnego włosa. Pokarm Listrophoridae stanowią fragmenty luźnej tkanki, zarodniki i strzępki grzybów, łój i ziarna pyłku znajdowane wśród sierści.

## Ekologia i zoogeografia
Wszystkie gatunki są obligatoryjnymi, mono- lub oligoksenicznymi ektopasożytami ssaków. Przedstawiciele podrodziny Listrophorinae występują w Eurazji, kontynentalnej Afryce i obu Amerykach, żerując na przedstawicielach skąpoguzkowców, drapieżnych, zajęczaków, ryjkonosowych, szczerbaków, naczelnych, gryzoni, wiewiórczaków i ryjówkokształtnych. Przedstawiciele Aplodontochirinae zasiedlają wyłącznie Amerykę Północną, gdzie żerują na sewelowatych.
W Polsce występuje tylko 9 gatunków z 4 rodzajów: Afrolistrophorus, Leporacarus, Listrophorus i Lynxacarus.